# Liste der Members des Order of Canada/K
Diese Liste gibt einen Überblick aller Personen, denen die Auszeichnung Member of the Order of Canada verliehen wurde.

## K
1. Walter H. Kaasa
2. Zbigniew Kabata
3. Robert Yasuharu Kadoguchi
4. Ruth E. Kajander
5. Harold Kalant
6. Connie Kaldor
7. Anna Kaljas
8. Helmut Max Kallmann
9. Mark Kalluak
10. Harold Kalman
11. Helen Kalvak
12. Judith Lorie Kane
13. David L. Kaplan
14. Kalmen Kaplansky
15. Urjo Kareda
16. Michael P. Kartusch
17. Winston S. L. Kassim
18. Josef Kates
19. Laszlo Kato
20. Sidney Averson Katz
21. Donna Soble Kaufman (2015)
22. Fred Kaufman
23. John Kaunak
24. Kevin P. Kavanagh
25. Yutetsu Kawamura
26. Elsie Kawulych
27. Guy Gavriel Kay (2014)
28. Renée Kaye
29. Vladimir J. Kaye
30. Benjamin G. Kayfetz
31. Charles V. Keating
32. Eugen Kedl
33. Patrick J. Keenan
34. Pearl Keenan
35. Joseph Irvine Keeper
36. Max Keeping
37. Gilles Kègle
38. J. George Keil
39. John G. Keith
40. Vicki Keith
41. Otto Paul Kelland
42. Leonard (Red) Kelly
43. Margaret Kelly
44. Mona Kelly
45. Terry Kelly
46. William P. Kelly
47. Frances Oldham Kelsey (2015)
48. Garry Neill Kennedy
49. Jamie Kennedy
50. Mart Kenney
51. Robert H.B. Ker
52. Kenneth Kernaghan
53. Illingworth Kerr
54. John C. Kerr
55. James G. Kettles
56. Archie F. Key
57. Derek Key
58. Jay Keystone (2015)
59. James Roby Kidd
60. Craig Kielburger
61. Marc Kielburger
62. William Morley Kilbourn
63. Nancy Kilgour (2012)
64. James Peter (Hamish) Kimmins (2013)
65. Michael John Kindrachuk
66. LaVerne Clifford Kindree
67. Thomas King
68. W. David King
69. John M. Kinnaird
70. T. Douglas Kinsella
71. Michael J.L. Kirby
72. M.-Claire Kirkland
73. Verna J. Kirkness
74. Philippe Kirsch
75. Ely Kish
76. Genzo Kitagawa
77. W.W. Klein
78. William Klinck
79. Henry Kloppenburg (2012)
80. Tom Kneebone
81. Allen T. Knight
82. Doris Knight
83. Douglas Knight (2015)
84. Susan Dyer Knight
85. Douglas Ronald Knott
86. Dorothy E. Knowles
87. George Alfred Christian Knudson
88. Merril Knudtson (2012)
89. Horst Gergen Paul Koehler
90. Michael M. Koerner
91. Joy Kogawa
92. Henry C. Kohler
93. Robinson Koilpillai
94. Yuzuru Kojima
95. Sandra Kolber
96. Shiu Loon Kong
97. Wanda Koop
98. Julia Koschitzky (2015)
99. Arvind Koshal
100. Johann Olav Koss (2015)
101. Nicolas Koudriavtzeff
102. Muriel Kovitz
103. Lucia Kowaluk (2013)
104. Methodius Koziak
105. Anastazja Kozlowski
106. Vladimir Krajina
107. Kenneth Kramer
108. Greta Kraus
109. Robert Krembil
110. Marcel Kretz
111. Rudolph J. Kriegler
112. Vern Krishna
113. Leo F. Kristjanson
114. Walter E. Kroeker
115. Richard Henry Kroft
116. Mabel E. Krug
117. Joseph Kruger II
118. Arthur Alexander Kube (2015)
119. Krishna Kumar
120. Shrawan Kumar
121. Roslyn Kunin
122. Anita Kunz
123. Walter Oscar Kupsch
124. William Kurelek
125. Mers Kutt
126. Seisho Kina Kuwabara
127. Ernie Kuyt
128. Norman Kwong
129. Elva Kyle
130. John Thomas Kyle